# Eupithecia cocoata
Eupithecia cocoata là một loài bướm đêm trong họ Geometridae.